# Asunción (distrito)
Asuncion é um distrito peruano localizado na Província de Chachapoyas, departamento Amazonas. Sua capital é a cidade de Asuncion.

## Transporte
O distrito de Asuncion é servido pela seguinte rodovia:
- AM-106, que liga o distrito de Molinopampa à cidade de Florida [2][3][4]